# Valsot
Valsot (rétorománský název pro Dolní údolí) je obec ve švýcarském kantonu Graubünden, okresu Engiadina Bassa/Val Müstair. Nachází se na dolním konci údolí Engadin, asi 55 kilometrů severovýchodně od Svatého Mořice a 40 kilometrů východně od Davosu v nadmořské výšce 1236 metrů. Žije zde 854 obyvatel.
Valsot vznikl administrativním sloučením menších, dříve samostatných obcí Ramosch a Tschlin.
Projekt byl zahájen informační akcí v polovině června 2009, ještě pod názvem Ramosch-Tschlin. Dne 21. října 2011 byla dohoda o sloučení schválena v obou obecních zastupitelstvech. V dubnu 2012 schválil sloučení kantonální parlament Graubündenu. Nová obec vznikla k 1. lednu 2013.

## Části obce
- Ramosch
- Vnà
- Strada
- Tschlin
- Martina